# Нижняя Вальдиёль
Нижняя Вальдиёль (устар. Нижняя Волъды-Ёль) — река в России, течёт по территории городского округа Ухта Республики Коми. Вытекает из болота Ваднюр. Устье реки находится в 27 км по правому берегу реки Седъю на высоте 84 м над уровнем моря. Длина реки составляет 11 км.

## Данные водного реестра
По данным государственного водного реестра России относится к Двинско-Печорскому бассейновому округу, водохозяйственный участок реки — Печора от впадения реки Уса до водомерного поста Усть-Цильма, речной подбассейн реки — бассейны притоков Печоры ниже впадения Усы. Речной бассейн реки — Печора.
Код объекта в государственном водном реестре — 03050300112103000076165.